# Weissenstein (Rechthalten)

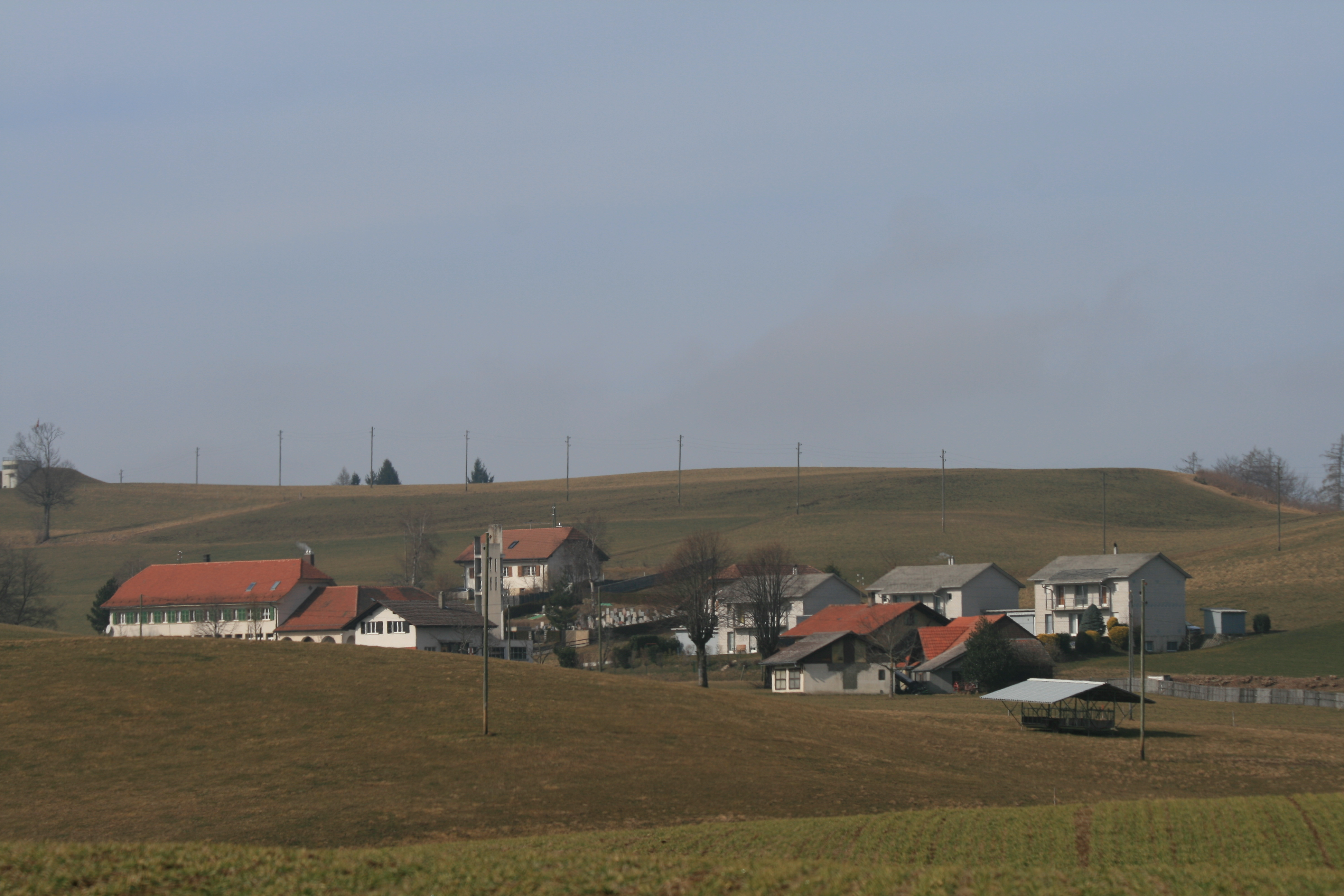
Der Weiler Weissenstein

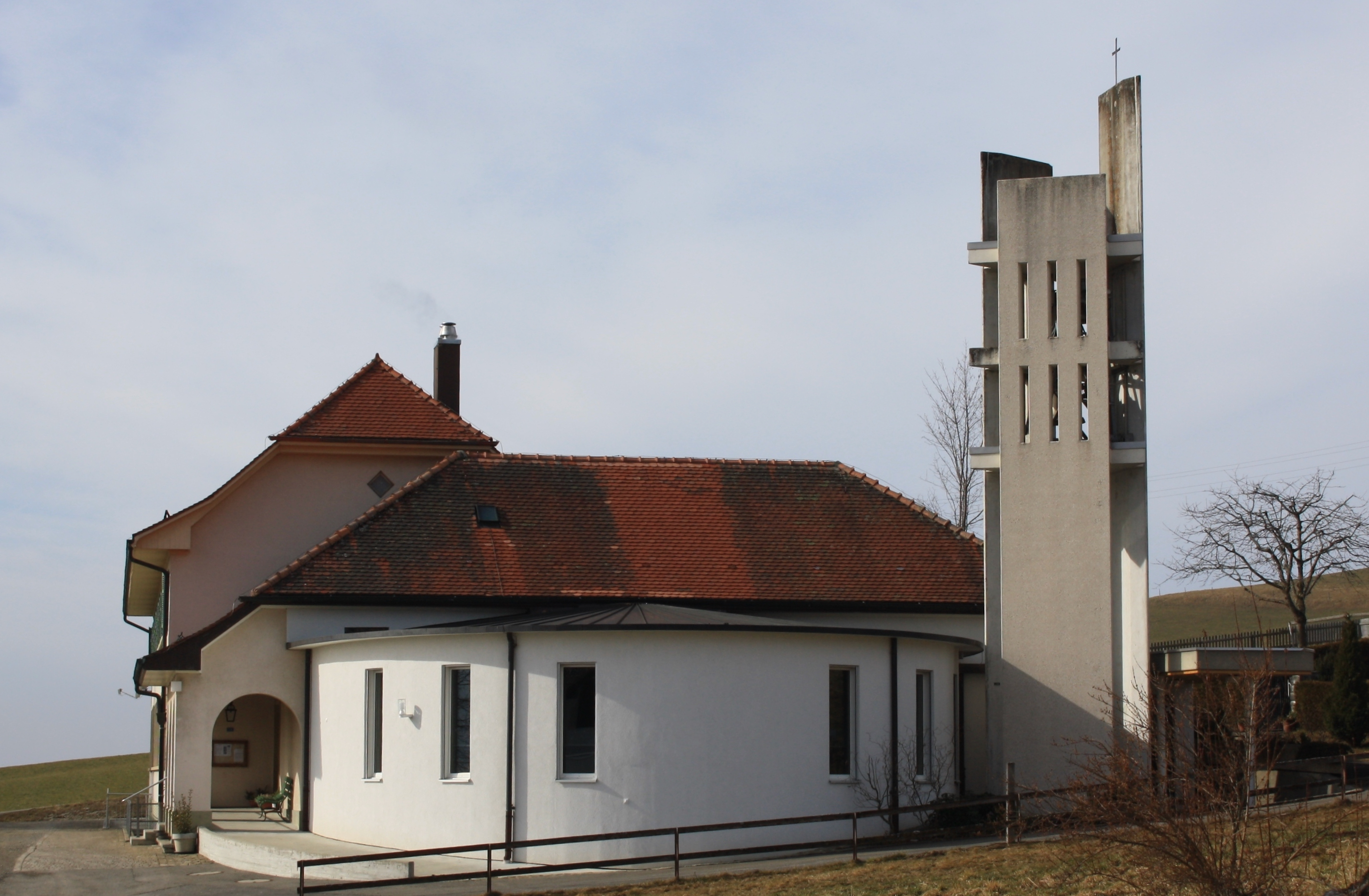
Die Kirche Weissenstein

Weissenstein ist ein Weiler in der Schweizer Gemeinde Rechthalten im Kanton Freiburg. Er liegt auf knapp 900 m ü. M. am Südhang des Fofenhubels an der Strasse zwischen Rechthalten und Brünisried.
Da die aus dem Kanton Bern eingewanderten reformierten Bauern ihre Kinder nicht in die katholischen Dorfschulen im Senseoberland schicken wollten, kauften sie im Jahre 1854, mit Unterstützung des Berner Hilfsvereins, im Weissenstein ein Bauerngut. Dort errichteten sie ein Schulhaus, das im Herbst 1855 mit 24 Kindern eröffnet wurde. Bis 1862 war die Zahl der Schüler bereits auf 81 angestiegen.
Im Jahre 1881 wurde hinter dem Schulgebäude der reformierte Friedhof angelegt, der auch heute noch als solcher benutzt wird. Weil für die Abdankungen immer ein Schulraum für die Gottesdienstfeier gebraucht wurde, entschied man sich beim Schulhausneubau in den 1930er Jahren, auch eine Kapelle zu bauen. Als die Kirchgemeinde des Sensebezirks zum 31. Dezember 1998 aufgelöst wurde, übernahm die neugegründete Kirchgemeinde Weissenstein/Rechthalten die Kapelle. Seither wird sie als Kirche Weissenstein genutzt und wurde im August 2005, auch mit Unterstützung durch die Reformationskollekte, erweitert. 
Neben dem reformierten Schulhaus und der Kirche gibt es im Weiler Weissenstein noch sieben weitere Häuser, darunter das reformierte Pfarrhaus.